# Кривошеенко, Иван Васильевич
Ива́н Васи́льевич Кривоше́енко (укр. Іван Васильович Кривошеєнко; род. 11 мая 1984, Прилуки, Черниговская область) — украинский футболист, полузащитник. Мастер спорта Украины международного класса.

## Биография

### Клубная карьера
Воспитанник Прилукской ДЮСШ. Первый тренер — его отец Кривошеенко Василий Иванович. ДЮФЛ выступал за киевские ЦСКА и «Смена-Оболонь». На профессиональном уровне выступал за ЦСКА-3, ЦСКА-2, «Система-Борекс», «Европа» (Прилуки). Летом 2002 года перешёл в донецкий «Металлург». В Высшей лиге дебютировал 3 ноября 2002 года в матче против криворожского «Кривбасса» (2:1). В «Металлурге-2» провёл 19 игр и забил 8 голов, став лучшим бомбардиром команды в сезона 2002/03.
Летом 2003 года перешёл в мариупольский «Ильичёвец». В команде дебютировал 12 июля 2003 года в матче против симферопольской «Таврии» (1:1).
В июле 2011 года подписал контракт с полтавской «Ворсклой». В октябре 2013 года продлил своё соглашение на год. В конце 2014 года «Ворскла» не стала продлевать контракт с Кривошеенко и он покинул его в статусе свободного агента. В чемпионате Украины за «Ворсклу» провёл 78 матчей и забил 5 мячей, в Кубке Украины провёл 6 матчей. Также Иван провёл 2 игры в молодёжном чемпионате.

### Карьера в сборной
В молодёжной сборной Украины до 21 года провёл 9 матчей. Дебютировал 30 мая 2005 года в матче против Сирии (1:0).

## Достижения
- Серебряный призёр молодёжного чемпионата Европы: 2006
- Победитель Первой лиги Украины: 2007/08